# Svatební den na Troldhaugenu
Svatební den na Troldhaugenu (norsky Bryllupsdag på Troldhaugen) je klavírní skladba norského skladatele Edvarda Griega. Jde o šestou skladbu z cyklu Lyrické kusy, opus č. 65.

## Popis
Původní název skladby byl Svatebčané přicházejí, později byla přejmenována. Grieg ji složil v roce 1896 k příležitosti 25. výročí svatby se svou manželkou Ninou. Oslava výročí probíhala v červnu 1896 poblíž jednoho z nejznámějších norských vodopádů Vøringsfossen a byla vskutku velkolepá. Sám Grieg na ni později vzpomínal:
| „              | V zahradě byly prostřeny stoly a mnoho krásných dam se ujalo hostitelské funkce. O deváté hodině večerní se objevilo dvě stě třicet pěvců, kteří přednesli výborné slavnostní sbory. Mezitím se mluvilo, já jsem hrál na klavír, moje paní zpívala, ale především se pilo, neboť punč tekl jako rýnské víno v Heinově básni. K tomu hřímala děla z okolních ostrovů, zatím co v moři se odrážely krásné bengálské ohně a mohutné zapálené hranice. Ve fjordu se to hemžilo čluny, a kam jsme pohlédli, všechny pahorky se černaly lidmi. | “ |
| — Edvard Grieg | |   |

Současné jméno dostal kus v roce 1897, kdy se Grieg rozhodl ho zařadit do sbírky Lyrické kusy (kniha VIII., Op. 65). První část díla má slavnostní charakter a je vyobrazením četných gratulací a přání, které se dostávaly novomanželům. Naopak druhá část je koncipována v mnohem komornějším duchu.